# Єжовка (Благовіщенський район)
Єжо́вка (рос. Ежовка, башк. Ежовка) — село (у минулому присілок) у складі Благовіщенського району Башкортостану, Росія. Входить до складу Октябрської сільської ради.
Населення — 84 особи (2010; 104 в 2002).
Національний склад:
- росіяни — 89 %